# Liber fundationis episcopatus Vratislaviensis
Liber fundationis episcopatus Vratislaviensis (Kniha dávek vratislavského biskupství) – registr desátků vratislavského biskupství byl sestaven na začátku 14. století v latině. Zahrnuje mnoho slezských vesnic a je nejstarším dochovaným historickým zdrojem, ve kterém byla poprvé uvedena jejich existence.

## Datace
Mezi historiky se vede spor o datu vzniku tohoto dokumentu. Část vědců se domnívá, že byla založena v roce 1305, v době biskupa Jindřicha z Vrbna. Podle Richarda Derdzińského kniha byla vytvořena na základě iniciativy krakovského biskupa Jana Muskaty, který měl v letech 1258-1293 povinnost vybírat Svatopeterský haléř v Hnězdenské církevní provincii, která byla podřízena Arcdiecézi vratislavské.

## Struktura
V adresáři lze rozlišit pět registrů:
- Registrum Nissense (oblast biskupského Niského knížectví)
- Registrum Wratislaviense (archidiakonat vratislavský)
- Registrum Vyasdense (archidiakonat оpolský)
- Registrum Legnicense (archidiakonat lehnický)
- Registrum Glogoviense (archidiakonat hlohovský)

Tato kniha umožňuje definovat osadnickou strukturu.

## Historie
"Liber fundationis episcopatus Vratislaviensis" obsahuje seznam podle německého práva (iure theutonico) a polského práva (iure polonico) osad , které podléhaly církevní jurisdikci vratislavských biskupů a odpovědných jim platit desátek. Nicméně, ne všechny vesnice známé z dřívějších zdrojů byly v něm uvedeny. Je to oficiální seznam majetku a příjmů, protože obsahuje přesné údaje o rozsahu majetku Arcidiecéze vratislavské ve Slezsku, seznam měst, vesnic a osad, které jsou majetkem biskupa nebo diecéze, a také seznam příjmů církvi podléhajících placení desátku. Spis měl dát do pořádku finance biskupství, které zahrnovalo celé Slezsko, četné majetky, získané díky privilegiím a darům panujících piastovských knížat  a velmožů. 
"Liber fundationis episcopatus Vratislawiensis" byla vytištěna jako zdrojový text německého historika a badatele historie Slezska Wilhelma Schulte v roce 1889.